# Вибух на ринку в Могадішо (2024)
6 лютого 2024 року в результаті чотирьох вибухів на ринку Бакаара в столиці Сомалі, Могадішо загинуло щонайменше десять людей, ще близько п'ятнадцяти отримали поранення. Це був найсмертоносніший напад цього року.
Ціллю нападу була крамниця з електронними товарами. Постраждалих відправили до лікарні Ердогана.